# Prunus serotina
Prunus serotina, denumit comun și cireș negru (american), este un arbore sau uneori arbust din genul Prunus. În ciuda numelui, nu este foarte apropiat de alte specii precum cireșul (P. avium), vișinul (P. cerasus) sau alte specii similare. Specia prezintă o răspândire largă și este comună în America de Nord și de Sud.

## External links
- Format:PFAF
- Flora of Pennsylvania